# Fondazione europea per il clima
La Fondazione europea per il clima, (o ECF dall'inglese European Climate Foundation), è un'iniziativa filantropica indipendente che si adopera per aiutare ad affrontare la crisi climatica, favorendo lo sviluppo di una società a emissioni nette pari a zero a livello nazionale, europeo e mondiale. Il suo obiettivo è quello di promuovere politiche relative al clima e all'energia che incoraggiano l'Europa e gli altri principali attori della scena mondiale a raggiungere una società a emissioni nette di gas serra pari a zero entro il 2050. L'ECF si adopera anche per assicurare che l'Europa svolga un ruolo di primo piano nel dimostrare che il percorso verso questa società è equo, realistico e auspicabile.
Trattandosi di una fondazione, la principale attività dell'ECF è l’erogazione di contributi in maniera strategica a organizzazioni impegnate in diversi tipi di progetti benefici che hanno lo scopo di mitigare il cambiamento climatico. Queste iniziative spaziano dal lavoro di ricerca all’attività di sensibilizzazione o campagne pubbliche.
L'ECF è finanziata esclusivamente da organismi filantropici impegnati ad affrontare il cambiamento climatico. Non accetta finanziamenti provenienti da aziende o enti governativi. I suoi fondi non sono utilizzati per sostenere attività politiche o di parte, né per sostenere partiti politici, settarismo o cause religiose. Ogni beneficiario, se accetta il sostegno della fondazione, ha l'obbligo di aderire a tali regole.
L'ECF è passata da sovvenzionare 181 progetti in 102 organizzazioni nel 2012, a 378 progetti in 357 organizzazioni nel 2019.

## Ambiti di attività
Come coordinatrice e membro di una rete di attori diversificata, la Fondazione Europea per il Clima lavora a stretto contatto con numerosi partner attivi nella maggior parte dei paesi europei per rafforzare l'azione europea per il clima e la leadership nella lotta contro il cambiamento climatico a ogni livello. L'ECF aiuta le organizzazioni partner a innovare e a svolgere attività strategiche che promuovono l’adozione di politiche ambiziose e urgenti a sostegno degli obiettivi dell'Accordo di Parigi, e per contribuire al dibattito pubblico sull'azione a favore del clima. Lo scopo è quello di aiutare a realizzare una transizione socialmente responsabile verso un'economia a emissioni nette pari a zero e una società sostenibile, in Europa e in altri luoghi.

## Struttura
In termini di personale e di struttura, l'attività dell'ECF si articola in tre settori principali:
- Programmi settoriali (utilizzo del suolo, trasporti, edilizia, industria e innovazione, sistemi energetici e carbone, finanza, pianificazione climatica e legislazione sul clima);
- Piattaforme e iniziative trasversali, compreso il lavoro sul Green Deal europeo;
- Iniziative specifiche per paese che promuovono l'azione per il clima in Francia, Germania, Polonia, Spagna, Italia, Ungheria, Repubblica Ceca, Regno Unito e Turchia, oltre a iniziative a livello regionale in Europa centrale e sudorientale.

La sede dell'ECF si trova all'Aia, nei Paesi Bassi.
La Fondazione impiega oltre 200 persone. Dal 2017, Laurence Tubiana è l’amministratrice delegata dell’ECF in sostituzione di Johannes Meier, il quale era stato alla testa della Fondazione per sei anni.
Sull'operato della Fondazione vigila un consiglio di sorveglianza, incaricato di gestire e supervisionare le attività dell'ECF e di definire l'orientamento strategico dell'organizzazione. Ulteriori informazioni possono essere reperite sul sito web dell'organizzazione.
La Fondazione Europea per il Clima ha sostenuto lo sviluppo di numerose piattaforme come CarbonBrief nel 2010, 2050 Pathways Platform nel 2016, Net-Zero 2050 e molte altre.